# Mythos Editora
A Mythos Editora é uma editora brasileira sediada em São Paulo. Iniciou suas atividades em 1996 e surgiu a partir do Estúdio Art & Comics, responsável pelo agenciamento de vários desenhistas de quadrinhos no exterior.

## Breve história e leque de publicações
Fundada em 1996, por Dorival Vitor Lopes, Hélcio de Carvalho e Franco de Rosa (que pouco tempo depois fundou a Opera Graphica e a Editorial Kalaco), é especializada em histórias em quadrinhos.
A Editora Mythos iniciou o leque de suas publicações com a revista de quadrinhos Tex, cowboy criado pelos italianos Giovanni Luigi Bonelli e Aurélio Gallepini. Hoje publica, da linha Bonelli Comics, 2000 AD (revista em quadrinhos), Dynamite Entertainment as revistas Zagor, Martin Mystère, Mágico Vento, Dylan Dog, Dampyr, Júlia, Cassidy & Demian, J Kendall, Juiz Dredd, O Sombra, O Aranha, O Besouro Verde e já publicou Ken Parker, Mister No e Nick Raider.
Da mesma editora, revistas que enfocam o tema saúde, a conhecida revista Sexto Sentido, e também Espiritismo & Ciência e Ufo. A Mythos também atua no Brasil como parceira da Panini Comics, editando revistas da linha DC Comics, Marvel, Dark Horse, a revista Mad, Top Cow entre outras.
A Mythos tem como sócios-proprietários os Editores Dorival Vitor Lopes e Hélcio de Carvalho, que trabalharam na Editora Abril por mais de 15 anos e atua como parceira do estúdio Art & Comics International, estúdio de criação que conta com ilustradores dos mais variados estilos, e agência desenhistas para o mercado norte-americano.
Após o tratamento desleixado que algumas outras editoras fundaram, a equipe comandada por Dorival, Hélcio e João Paulo Martins, buscaram implantar um alto grau de profissionalismo na edição dessas revistas.
Em 1986, Dorival e Hélcio saíram da Editora Abril para fundar o Estúdio Art&Comics, que passou a produzir a maioria das revistas de super-heróis da editora (antes, em 1985, Dorival teve uma passagem pela Maurício de Sousa Produções).
Posteriormente, diversificaram suas atividades fundando a Art&Comics International, que é uma agência de representação de artistas brasileiros de histórias em quadrinhos no mercado norte-americano.
Finalmente, Hélcio e Dorival deram o último passo, criando a Mythos Editora e passando a publicar seus próprios títulos, sem prejuízo das atividades anteriores. Assim, além de editar suas próprias revistas, a Mythos Editora faz trabalho de produção para outras editoras, sendo responsável pela edição dos quadrinhos Marvel e DC publicadas no Brasil pela Panini Comics.